# Taekwondo ai Giochi della XXX Olimpiade
Le prove di taekwondo ai Giochi di Londra si sono svolte complessivamente tra l'8 e l'11 agosto 2012 all'ExCeL Exhibition Centre. Il programma ha previsto 8 eventi, di cui quattro maschili e quattro femminili.

## Qualificazioni
Sono ammessi ai Giochi 128 atleti (64 uomini e 64 donne), di cui 16 per ogni categoria. Ogni nazione ha diritto ad una rappresentanza di un massimo di quattro atleti, due per ogni genere. Ciò significa che ogni nazione può competere in non più di quattro degli otto eventi in programma.
Quattro posti sono riservati di diritto al Regno Unito in qualità di Paese ospitante, mentre altri quattro sono destinati ad inviti. I restanti 120 posti vengono stabiliti tramite tornei qualificatori.

## Calendario
| Uomini | 58 kg | 68 kg | 80 kg | +80 kg | 4 |
| Donne  | 49 kg | 57 kg | 67 kg | +67 kg | 4 |
| Totale | 2     | 2     | 2     | 2      | 8 |

|  | Qualificazioni |  | FINALI |

## Podi

### Uomini
| Evento                  | Oro                          | Argento                  | Bronzo                               |
| fino a 58 kg (dettagli) | Joel González-Bonilla        | Lee Dae-hoon             | Aleksej Denisenko Óscar Muñoz Oviedo |
| fino a 68 kg (dettagli) | Servet Tazegül               | Mohammad Bagheri Motamed | Rohullah Nikpah Terrence Jennings    |
| fino a 80 kg (dettagli) | Sebastián Eduardo Crismanich | Nicolás García Hemme     | Lutalo Muhammad Mauro Sarmiento      |
| oltre 80 kg (dettagli)  | Carlo Molfetta               | Anthony Obame            | Robelis Despaigne Liu Xiaobo         |

### Donne
| Evento                  | Oro              | Argento                | Bronzo                                            |
| fino a 49 kg (dettagli) | Wu Jingyu        | Brigitte Yagüe Enrique | Chanatip Sonkham Lucija Zaninović                 |
| fino a 57 kg (dettagli) | Jade Jones       | Hou Yuzhuo             | Marlène Harnois Tseng Li-cheng                    |
| fino a 67 kg (dettagli) | Hwang Kyung-Seon | Nur Tatar              | Paige McPherson Helena Fromm                      |
| oltre 67 kg (dettagli)  | Milica Mandić    | Anne-Caroline Graffe   | Anastasija Baryšnikova María del Rosario Espinoza |

## Medagliere
| Posizione | Paese         |   |   |    | Totale |
| --------- | ------------- | - | - | -- | ------ |
| 1         | Spagna        | 1 | 2 | 0  | 3      |
| 2         | Cina          | 1 | 1 | 1  | 3      |
| 3         | Turchia       | 1 | 1 | 0  | 2      |
| 3         | Corea del Sud | 1 | 1 | 0  | 2      |
| 5         | Gran Bretagna | 1 | 0 | 1  | 2      |
| 5         | Italia        | 1 | 0 | 1  | 2      |
| 7         | Argentina     | 1 | 0 | 0  | 1      |
| 7         | Serbia        | 1 | 0 | 0  | 1      |
| 9         | Francia       | 0 | 1 | 1  | 2      |
| 10        | Iran          | 0 | 1 | 0  | 1      |
| 10        | Gabon         | 0 | 1 | 0  | 1      |
| 12        | Stati Uniti   | 0 | 0 | 2  | 2      |
| 13        | Russia        | 0 | 0 | 2  | 2      |
| 14        | Colombia      | 0 | 0 | 1  | 1      |
| 14        | Thailandia    | 0 | 0 | 1  | 1      |
| 14        | Croazia       | 0 | 0 | 1  | 1      |
| 14        | Afghanistan   | 0 | 0 | 1  | 1      |
| 14        | Taipei cinese | 0 | 0 | 1  | 1      |
| 14        | Germania      | 0 | 0 | 1  | 1      |
| 14        | Cuba          | 0 | 0 | 1  | 1      |
| 14        | Messico       | 0 | 0 | 1  | 1      |
| Totale    | Totale        | 8 | 8 | 16 | 32     |